# 夏津県
夏津県（かしん-けん）は、中華人民共和国山東省徳州市に位置する県。

## 歴史
唐代に夏津県が設置される。

## 行政区画
- 街道:銀城街道、北城街道
- 鎮:南城鎮、蘇留荘鎮、新盛店鎮、雷集鎮、鄭保屯鎮、白馬湖鎮、東李官屯鎮、宋楼鎮、香趙荘鎮、双廟鎮
- 郷:渡口駅郷、田荘郷